# Kevin Quinn
Kevin Quinn (Chicago, 21 de mayo de 1997) es un cantante y compositor cristiano estadounidense. Es conocido por interpretar a "Will Hawkins" en la película cristiana de Netflix El campamento de mi vida.

## Primeros años
Quinn nació en Chicago, Illinois. Hijo de Brian Quinn, un ejecutivo publicitario, y Tamara Quinn, fundadora de Pulling Down the Moon. Kevin también tiene una hermana melliza.

## Carrera
Creciendo, Kevin Quinn estuvo implicado en producciones de Musical Theatro en el Children's Theater of Winnetka, una compañía de teatro muy conocida y exitosa. Comenzó su carrera profesional apareciendo en episodios de Shameless y Chicago P.D.
Antes de estar en Disney, audicionó para la temporada 12 de American Idol. Interpretó a Jonny en la producción de la Steppenwolf Theater Company de El señor de las moscas, y un chico en la adaptación del Chicago Shakespeare Theatre de Enrique V. El debut cinematográfico de Quinn fue en la película de cine independiente Kids and Ghosts.
En 2015, Quinn fue escogido para formar parte del Spin-Off de la serie de televisión de Disney Channel Bunk'd. En 2016, apareció en la película original de Disney Channel Adventures in Babysitting.
En 2021, protagonizó la película musical El campamento de mi vida con Bailee Madison. La cinta se estrenó en Netflix.

## Filmografía

### Cine
| Año  | Título                   | Papel         | Notas        |
| ---- | ------------------------ | ------------- | ------------ |
| 2015 | Screens                  | Tommy         | Cortometraje |
| 2015 | Kids and Ghosts          | Rex           |              |
| 2021 | El campamento de mi vida | Will Hawkins  | Protagonista |
| 2021 | Send It!                 | Billy Johnson |              |

### Televisión
| Año       | Título                    | Papel            | Notas                                         |
| --------- | ------------------------- | ---------------- | --------------------------------------------- |
| 2013      | American Idol             | Él mismo         | Temporada 12                                  |
| 2014      | Chicago P.D.              | Nate Hansen      | "Get My Cigarettes" (Temporada 2, Episodio 2) |
| 2015      | Shameless                 | Chico de 17 años | "I'm the Liver" (Temporada 5, Episodio 2)     |
| 2015–2017 | Bunk'd                    | Xander           | Papel principal (Temporada 1-2, 37 episodios) |
| 2016      | Adventures in Babysitting | Zac Chase        | Disney Channel Original Movie                 |

### Videojuegos
| Año  | Título                                       | Papel       |
| ---- | -------------------------------------------- | ----------- |
| 2017 | Kingdom Hearts HD 2.8 Final Chapter Prologue | Master Gula |
| 2019 | Kingdom Hearts III                           | Master Gula |

## Sencillos & EP
- Wildfire (2021)
- Fuego En Mi Interior (2021) [Spanish Version from song: "Wildfire]
- I'm Still Breathing (2021)
- Over And Over Again (2021)
- It's About Time [EP] (2022)
- It's About Time (Remixes) (2022)
- More Of You (2022)